# Jacques Bourgoing
Jacques Bourgoing (* 18. März 1543; † im 16. Jahrhundert) war ein  französischer Romanist und Etymologe.

## Leben und Werk
Die Familie Bourgoing stammte aus dem Nivernais.  Jacques Bourgoing  war leitender Beamter in der Finanzverwaltung (Cour des Aides) und Herr von Poissons, Département Haute-Marne. Er trat hervor mit einem frühen etymologischen Wörterbuch, das allerdings Torso geblieben ist (100 Artikel von ahaner bis alum). Des Weiteren kennt man von ihm den Plan einer auf Französisch (statt Latein) arbeitenden Ritterakademie.
Jacques Bourgoing war der Vater des Oratorianergenerals François Bourgoing (1585–1662).

## Werke
- De origine, usu et ratione vulgarium vocum linguae Gallicae, Italicae & Hispanicae libri primi, Paris 1583 (mit Widmung an den König Heinrich III.; kommentierte Übersetzung durch Marie Leyral in Vorbereitung)